# Lux (enhet)

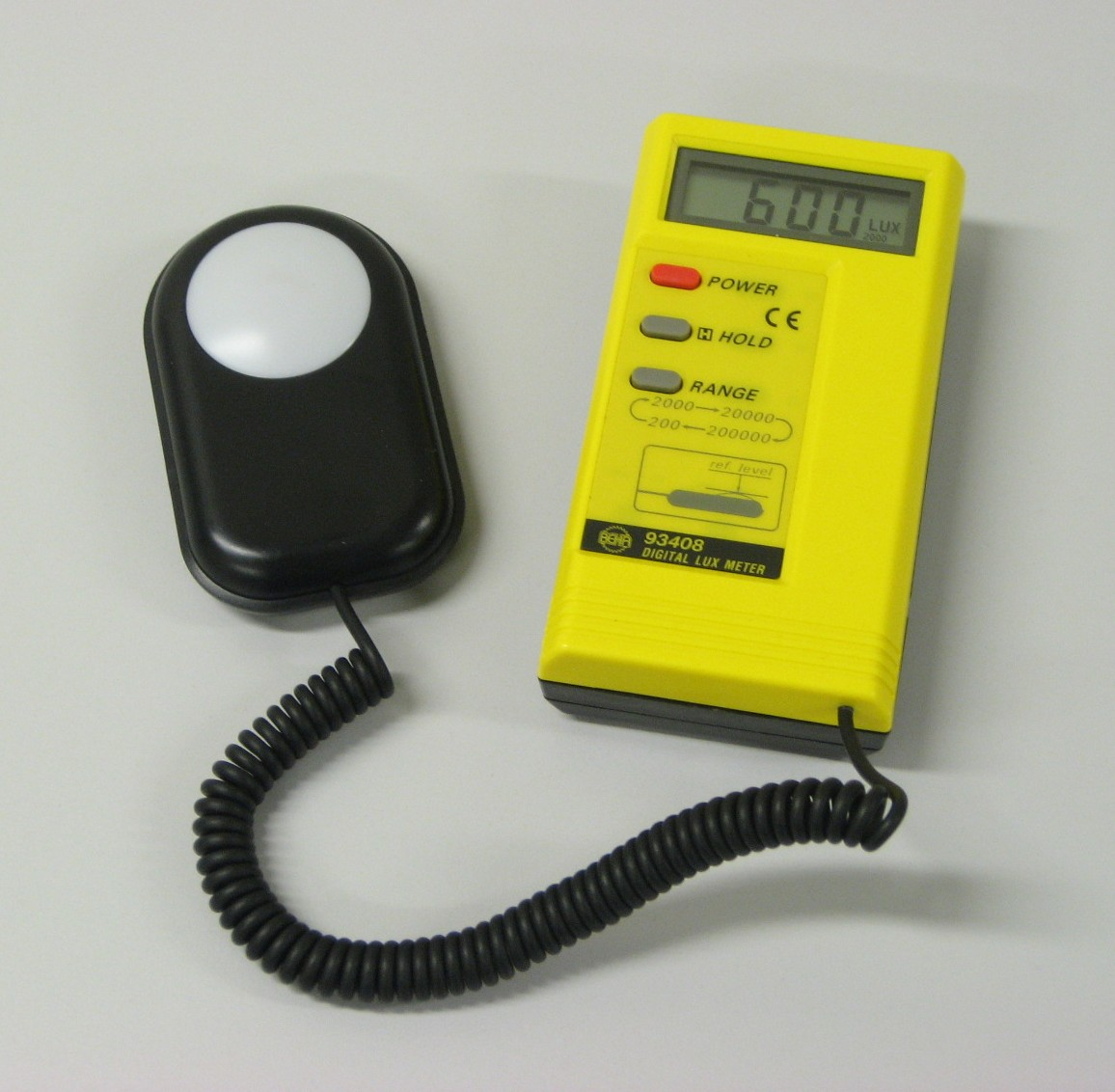
En luxmeter, som mäter lux, dvs ljusstyrka.

Lux (lx) är SI-enheten för illuminans (belysningsstyrka). En lux är definierad som en lumen per kvadratmeter. En nox (nx) motsvarar 1 millilux, medan en phot (ph) motsvarar 10 kilolux.